# روسینی‌یر
روسینی‌یر (به فرانسوی: Rossinière) یک بخش در کانتون وو است.

## تاریخ
اولین بار در سال 1155 از روسینیر به عنوان "لا رانسنر" یاد شد.

## ادبیات و رسانه
کتاب کودکان ۱۹۵۰ "جواهرهای برف" اثر پاتریشیا سنت جان، و اقتباس انیمه ژاپنی آن در سال ۱۹۸۳، "داستان آلپ: آنِتِ من"، در روسینیر اتفاق افتاد.